# Federazione cestistica del Mozambico
La Federação Moçambicana de Basquetebol è l'ente che controlla e organizza la pallacanestro in Mozambico.
La federazione controlla inoltre la nazionale di pallacanestro del Mozambico e ha sede a Maputo.
È affiliata alla FIBA dal 1978 e organizza il campionato di pallacanestro del Mozambico.